# Бернар-Мари Колтес
Бернар-Мари Колтес (на френски: Bernard-Marie Koltès) е френски драматург и театрален режисьор.

## Биография и творчество
Бернар-Мари Колтес е роден на 9 април 1948 г. в Мец, Франция, трети син в семейство от средната класа. Баща му е военен и той отраства в пансиона на йезуитския колеж „Сен-Клемент“ в Мец. Опитва се да пише от ранна възраст.
На двадесетгодишна възраст гледа представление на пиесата „Медея“ и се влюбва в театъра. Работи по театрална адаптация на „Гордост“ на Максим Горки, която става първата му пиеса „Les Amertumes“ (Горчивината) е издадена през 1970 г.
Постъпва в училището на новия Национален театър в Страсбург, където прекарва няколко месеца. Скоро след това основава своя собствена компания „Театър дю Куай“ в Страсбург, където пише пиеси и ги режисира. Поставя пиесите си „La Marche“ (Разходката), адаптация на библейската „Песен на Соломон“, и „Procès ivre“ (Пиян процес), базирана на „Престъпление и наказание“ на Фьодор Достоевски. Пиесите му „Наследството“ и „Voix sourdes“ (Глухи гласове) са излъчени по националното френско радио през 1972 и 1973 г. Става известен с пиесата си монолог „Нощта преди горите“ от 1977 г. поставен на фестивала в Авиньон.
В края на 70-те години става близък приятел и сътрудник с авангардния режисьор Патрис Шеро. Двамата създават новаторската си работа заедно, както в експерименталния театрален клуб „La MaMa“ в Ню Йорк, така и в Театъра на Амандие в Нантер.
По времето на смъртта си Колтес се смята за един от най-важните млади гласове във френския театър и наследник на наследството, оставено от следвоенни драматурзи като Самюел Бекет, Жан Кокто и Жан Жене. Неговите пиеси оттогава стават основни в съвременния репертоар по света, като са преведени на повече от 36 езика. Емблематични за творчеството му са пиесите „Западният кей“ и „В самотата на памуковите полета“.
Пиесите на Колтес са базирани на проблеми от реалния живот, и изразяват трагедията да бъдеш сам, поставяйки вечния и безполезен опит за комуникация между хората. Стилът му на писане акцентира върху драматичното напрежение и лиризма.
Бернар-Мари Колтес умира от усложнения от СПИН на 15 април 1989 г. в Париж.

## Произведения

### Пиеси
- Les Amertumes (1970)
- La Marche (1970)
- Procès ivre (1971)
- L’Héritage (1972)
Наследството, списание „Панорама“ (1999), прев. Любов Драганова
- Récits morts. Un rêve égaré (1973)
- Des voix sourdes (1974)
- Le Jour des meurtres dans l'histoire d'Hamlet (1974)
- Sallinger (1977)
- La Nuit juste avant les forêts (1977)
Нощта преди горите, изд. „Black Flamingo“ (2016), прев. Светлана Панчева
- Combat de nègre et de chiens (1979)
- Quai Ouest (1985)
Западният кей, изд. „Black Flamingo“ (2015), прев. Светлана Панчева
- Dans la solitude des champs de coton (1985)
В самотата на памуковите полета, изд. „Black Flamingo“ (2016), прев. Светлана Панчева
- Tabataba (1986)
- Le Retour au désert (1988)
- Roberto Zucco (1988)
- Fragments : Coco (1988)

### Романи
- La Fuite à cheval très loin dans la ville (1976)
- Prologue et autres textes (1986 – 1991)

### Екранизации
- 1973 La nuit perdue
- 1989 Le conte d'hiver – тв филм
- 1991 Tabataba – късометражен
- 1996 Dans la solitude des champs de coton – тв филм
- 1999 Kajen mod vest – тв филм
- 2013 Teatr Telewizji – тв сериал, 1 епизод
- 2016 La nuit juste avant – късометражен
- 2017 Dans la solitude des champs de coton
- 2017 La nuit juste avant les forêts